# うたっておどろんぱ
『うたっておどろんぱ』はNHK教育テレビジョンで1995年4月から2007年3月まで放送された子供向け音楽番組シリーズ。
2006年3月までは幼稚園・保育所就学児向け音楽番組として放送され、2006年4月から番組終了までの1年間は5分の音楽娯楽番組として放送された。

## 概要
番組オリジナル楽曲による歌とそれに乗せたダンスを中心に展開される子供向け音楽番組。2005年度までの放送形態は学校放送枠に内包された幼稚園・保育所の時間の15分番組。
全3シリーズあり、1995年度に『うたってオドロンパ』の番組名で、前年度までの『ともだちいっぱい うたってあそぼ』に代わる幼保向け音楽番組として放送開始された。1998年度に『うたっておどろんぱ SING ALONG! DANCE ALONG!』、2001年度には『うたっておどろんぱ!』と番組表記およびタイトルロゴを変更するとともに、出演者・キャラクター・舞台・設定など番組内容を一新していた。第2期の楽曲を第3期でカバーした他はシリーズ間でキャラクターや設定の流用はされていない。 
第1期・第2期では歌のお姉さんを中心に、複数の子役、ミュージシャン出身の年長男性、複数の着ぐるみキャラクターとパペットキャラクターが出演していた。第3期では子役とミュージシャンの男性、パペットキャラクターを廃止し、歌のお姉さん1人と若いダンサーのお兄さん3人が登場、着ぐるみキャラクターは1人のみと5人組の音楽グループのようなメンバー構成となった。
第3期のみ5年、後述の5分縮小版を含むと6年続いたが、シリーズ内で1度行われたリニューアルを境に、更に前期と後期に分かれる。そのため、リニューアルした2003年度初回はそれまでの設定が1度リセットされ、改めて出演メンバーが初めて出会う形をとっている。
全シリーズ、土曜日の朝9時15分から金曜日の内容がそのまま再放送された。
2006年4月からは出演者や設定はそのままに『うたっておどろんぱ!プラス』と改題し娯楽番組へ転換、幼保向け音楽番組枠を『あいのて』に譲り、5分に縮小のうえ土曜日夕方17:40 - 17:45へ移行されたものの、2007年3月に番組終了。シリーズは12年の放送に幕を降ろした。
2023年7月14日より(8月4日は休止)『Eテレタイムマシン』において第3期の初年度（2001年）の一部の回が放送された他、同年11月24日には「秘宝スペシャル」と題して、「ドキドキハウス」が「わくわくおじさん」とセットで放送された。また、2024年2月2日より第2期の初回と一部の回が放送された。

## 番組の変遷
うたってオドロンパ（1995年度 - 1997年度）
第1期。ダンスの指導・実習をメインに据えたバラエティ番組風の構成とされた。じゅんじゅんとオドロンパダンスキッズ、オドロン、ホニャピが毎回異なる歌に乗せたダンスを展開。番組冒頭には導入として、終わりには歌に合わせた衣装をまとい1回ずつ通しで踊る。
ダンスの合間には今回のダンスの要点を練習するじゅんじゅんのダンスレッスン、キャラクターのミニドラマやコント、絵描き歌、パオさんの楽器コーナーなどを挿入。このほか身近な素材でダンスの衣裳や小道具を作る工作コーナーや、じゅんじゅんとキャラクターが園児のもとへ赴きキャラクターの絵描き歌やダンスレッスンを行うなどのロケ企画も放送された。
うたっておどろんぱ SING ALONG! DANCE ALONG!（1998年度 - 2000年度）
第2期。マンション「ドキドキハウス」を舞台に、主人公のハナが住人の子どもたちや管理人のメロディさん・リズムさん夫妻、来客者とミニドラマ・歌とダンスを展開。
ダンスの指導・実習要素はなくなり、歌とダンスを盛り込んだ音楽劇によるドラマパートを軸として、WDダンスなどのコーナーを挿入する構成となった。ドキドキハウスの来客者という設定でプロダンサーや楽曲提供したミュージシャンもゲスト出演した。
番組全体に渡り「おどろんぱ」という単語が、ほぼ出てこないのも第2期の特徴である。
レギュラー放送前にはハナ役や子役など一部出演者の異なるパイロット版番組『ドキドキハウス』が制作され、1997年12月26日・1998年1月2日に年末年始特番として放送された。パイロット版では既にハナはドキドキハウスに住んでいたが、第2期の初回はハナがドキドキハウスに引っ越してきて住人と出会うストーリーから改めてスタートしている。パイロット版で使用したテーマ曲はレギュラー化にあたり音楽担当が変更され、メロディ・曲調が全て作り直されている（歌詞はほぼ同じ）他、ドキドキハウスのセットも一部作り直された。第3期の主人公の吉田仁美が「アイドルになりたい」（2000年6月16日）ではドキドキハウスのテレビで映っているダンサー役で登場。「約束するよ」（2000年10月6日）ではカズが思いを寄せる女の子のヒトミ役でゲスト出演している。
うたっておどろんぱ!（2001年度 - 2005年度）
第3期。宇宙にある惑星「おどろん星」を舞台に、ひとみちゃんとおどるくんと3人のお兄さんがミニドラマやコント、歌とダンスを展開。
ドラマパートを軸に歌とダンスのビデオやコントなどを挿入する前シリーズの構成を踏襲した一方で、パロディや笑いを狙った演出が多く見られるようになった。従来この番組で使われる楽曲は番組オリジナル曲が中心だったが、この期間は第2期初出曲に加え、『ひらけ!ポンキッキ』（フジテレビ）発祥の「あいうえおほしさま」や、「夏のお嬢さん」などのカバー曲も使われた。
2003年に出演者交代をはじめとしたリニューアルがされた。お兄さんのひできくんが卒業し、後任にてるくんが登場。お兄さんたちの服が新調された。また、これに伴い2002年度までのストーリーが1度リセットされ、おどるくんがひとみちゃんたちと出会うところから改めてスタートしている。
最終回は全編メドレーの特別構成で締めくくった。番組終了後の2009年、夏季と冬季のテレビクラブにて後期の一部エピソードが再放送された。
うたっておどろんぱ!プラス（2006年度）
5分間の短縮版。出演者は第3期後期（2003年度 - 2005年度）と同様。

## 各年度の舞台・設定
- 第1期：オドロンパーク[4] - 舞台美術やオープニング、キャラクターデザインは古代エジプト風モチーフで統一されている。
- 第2期：ドキドキハウス[6] - 妻のメロディと夫のリズム夫婦が管理人を務めるマンション。高層マンションではなく外観は赤い屋根と窓枠、黄色い壁に煙突のある洋風アパート。ハナをはじめとした住人が住んでいる。
- 第3期：おどろん星 - 宇宙に浮かぶおどるくんの頭の形をした惑星。おどろん星の頭の先の球体ドーム内（おどるくんのアンテナの先にあたる部分）、駅前広場に時計公園がある。球体ドームは惑星本体の重力と異なり地点は逆さまになっている。

## 出演者・キャラクター

### 第1期の出演者
- じゅんじゅん（内田順子）[14]
歌のお姉さん。第1期終了後に『みんなの広場だ!わんパーク』にも6回ゲスト出演している。
- パオさん（ジェームス小野田）
2年目からコーナー出演。手作り楽器や珍しい民族楽器を骨爺とともに紹介・演奏する男性。
- オドロンパダンスキッズ
  - 太田里奈
  - ジェイムス・トーマス・バーク
  - 南里侑香
  - 山入端克輝
  - 横江朋美
  - ニッコウ・アルフォード

### 第1期のキャラクター
- オドロン（声：三浦克也・着ぐるみキャラクター）
身長が3m程度もあるツタンカーメンのような顔と古代エジプト風の服装をした巨人のキャラクター。ダンスではバックダンサーを担当。登場時や番組終了時には「オ～ドロ～ン」と叫んで名乗る。人間をそのまま拡大したような体格をしており、膝や肘の位置関係は人間とほぼ等しい。そのため踊ったり走ったりとかなり複雑な動きができる。でもその巨体からタクシーに乗るのは得意ではない。設定上は飛行能力も持ち、三浦克也が唄うヒーロー調テーマソング「とべ！オドロン」では映像合成で高速飛行するオドロンを観ることができる。
2015年1月11日に『ワンワンパッコロ!キャラともワールド』にホニャピやじゅんじゅん共々17年ぶりに登場。なお、声を担当していた三浦克也は声優業を引退した為、川野剛稔が後任を務めている（ホニャピの声優はオリジナルキャストである坂本千夏が続投）。
- ホニャピ（声：坂本千夏・着ぐるみキャラクター）
人間大の巨大なピンク色のキノコに顔を付け手足を生やしたような姿のキャラクター。口癖や語尾として度々「ホニャ」と喋る。オドロンとともにバックダンサーを担当。
- 骨爺（こつじい）（声：三浦克也・パペットキャラクター）
肋骨だけでできた300歳の老人。唐草模様のマントを付けている。どこか気の抜けたような喋り方をする。
- ハツ（声：坂本千夏・パペットキャラクター）
黄色い水滴状の体にウサギを連想させる筒状の2つの角と両手を伸ばした姿の女の子キャラクター。両目の周りは平たいピンクのハート型。骨爺といつも一緒にいる。声のトーンがやや高め。

### 第2期の出演者
- ハナ（河合篤子、←パイロット版：佐藤康恵）[6][15]
ドキドキハウスに引っ越してきたミュージカルスターを目指しているお姉さん。ショートヘアーが特徴でいつもの衣装は大きな丸襟・裾と袖口が広がった形状に、大きいカラフルな花柄模様が特徴のワンピース。後に大きな赤い花のイラストをワンポイントとしたピンクと赤のシャツ、八分丈ほどのチェックのズボン、腰に花柄の布を巻いたパンツスタイルの衣装がメインとなった。パジャマなどその他の私服にも大きな花柄模様や花のワンポイントが付いている。パイロット版はロングヘアーである。
- ウガンダ（ウガンダ・トラ）
ハナや子供達と共にダンスと楽器の演奏する男性。劇中では郵便配達員やDJや建設作業員や鏡の魔王や探検家などさまざまな役で登場するが、各々別人で他人の空似である設定である。パイロット版には出演していない。

子どもたち
- リョウ（井上良、レギュラー放送版出演当時の学年：小5 - 中1）
- マリ（佐々木真梨奈、パイロット版・1998年4月 - 1999年3月、レギュラー放送版出演当時の学年：不明）
- アリ（外山亜里奈、レギュラー放送版出演当時の学年：小2 - 小4）
- カズ（加賀谷一肇、1999年4月 - 2001年3月、レギュラー放送版出演当時の学年：小5 - 小6）
- シオリ（鈴木詩織、1999年4月 - 2001年3月、レギュラー放送版出演当時の学年：小3 - 小4）
ドキドキハウスに住む歌って踊る子どもたち。当初は、男1人と女2人の3人組構成だったが、1999年3月にマリが卒業。1999年4月から新たにカズとシオリの2人が加入。男女2人ずつの4人組構成となった。カズとシオリは兄妹という設定。
アリとシオリは番組内アイドルユニット「アリシオン」を組み、挿入歌「モノマネーダンス」や「おげんきシェイクナンバーワン」では、メインで歌とダンスを披露した。
パイロット版では、リョウ、マリ、アリの他にも、明石田みなみ、内海大輔、清水彩花が子どもたちとして出演していた。

### 第2期のキャラクター
- WD（ダブル ディー）(橙役：照井裕隆[注釈 4]、木下育、村木元、三品英士、YOSHI、小山和人、Koh他 / 緑役：織部順、森山開次、森川次朗他)
ドキドキハウスに住む2人組のパフォーマー。ハナたちと一緒に踊るほか、WDダンスのコーナーでは2人だけで踊る。側転をこなすなど非常にアクティブなダンスが得意。
球状の頭、黒い点目と真一文字の口だけの顔が特徴で、体は人間の成人男性と大差ない姿をしている。橙の体色で赤系統の服を着ている人物と、緑の体色で青系統の服を着ている人物がおり、常に2人で行動する。2人とも背格好は同じだが両者の関係すら不明で素性は謎に包まれているが、服のDにソーラーパネルが仕込まれている。
服は側面に白いラインの通った黒いジャージのズボンに、大きなDの文字をあしらった色違いのニットシャツまたは長袖Tシャツを着用し、パジャマも同じ柄の色違いを着る。一般的な着ぐるみとは異なり演者が頭部のみ被り物をしている。
劇中では一切喋らないがパイロット版では笑い声のような音を発していた。本放送ではエンディングで「おわり」とテロップが表示される際「ヤッフー!」と聞こえる音を発していた。
- メロディさん（声：山本圭子・パペットキャラクター）
「ドキドキハウス」を夫と共に管理している女性。あんず色の肌に黄色いおかっぱ髪のおばさん。働き者で快活な性格。
- リズムさん（声：園部啓一[注釈 5]・パペットキャラクター）
メロディさんの夫。水色の肌に長い黄色の口髭を生やしキャップを被ったおじさん。一人称は「ぼく」。メロディさんからはダーリンと呼ばれている。特技はピアノ。メロディさんとリズムさんはいずれもパイロット版には登場していない。
- タイロン（声：タイロン橋本）
パイロット版にのみ登場。「ドキドキハウス」に住む茶色い肌に緑の髪の男性。

### 第3期の出演者
- ひとみ■（吉田仁美）
歌のお姉さん。イメージカラーはピンク。頭には花飾りの付いたピンクのカチューシャ、衣装は黄色のハイネックシャツと裾の広がった黄緑のズボンの上に花飾りが付いたピンクのパーカーベストと膝上ほどの短いパレオを付けている。この衣装は前期後期通して変更されなかった。シリーズコーナ「なりきり道場」などでは奇抜な衣装とカツラや被り物に身を包んだ「はっぴぃよしだ[注釈 6]」としても出演。この名義で番組内楽曲の作詞・歌唱も担当した。2020年9月6日の『ワンワンパッコロ!キャラともワールド』にゲスト出演し、「うたっておどろんぱ!プラス」終了以来約13年半ぶりにおどるくんと共演した。2023年5月5日放送の「みんな集まれ!こどもうたまつり」ではおどるくんと3年ぶりに共演した。
- こーじ■（青山航士）
イメージカラーは緑。クールでキザなナルシスト。薔薇が好き。得意なダンスはバレエ。登場時のあいさつは「コンティ」、別れのあいさつは「バイビー」。キャラクターソングに「KOJIのバラード」がある。
- じろー■（森川次朗）
イメージカラーは黄色。おっちょこちょいでひょうきん。登場時のあいさつは「どーもどーも」。キャラクターソングは「イエロー・タンブリンマン」。
- ひでき■（立花秀樹）
イメージカラーは橙色。2001年4月のリニューアル直後 - 2003年3月。筋肉モリモリ。唯一、力持ちキャラ。短い金髪が特徴。キャラクターソングは「マッスルレボリューション」。
- てる■（照井裕隆）
イメージカラーは赤。2003年4月 - 放送終了。初登場時からリーダー的存在の兄貴肌キャラ。登場時のあいさつは「ニャー」。一人称は「おれ」で、おどるくんを呼び捨てにする。逆立てた髪型が特徴。ただし登場したばかりの時期は下ろした普通の髪型で、オープニング映像もその当時のまま更新されず使われ続けた。

お兄さん3人の衣装は黒色をベースとしたズボンと肩パッド付きのベストは共通、ベストの下に着ているTシャツや、ベストとズボン側面のライン、スニーカーは各々のイメージカラーとなっており、ベストにはそれぞれ異なる色と向きの矢印があしらわれていた。
2003年以降は矢印マーク付きのベストに代わり、各色のインナーシャツの上に、前身頃中央縦へファスナーによる細い色付きのセンターラインを付けた黒いメッシュ地のシャツを重ねたTシャツ状の服となり、各々の差異は色のみと、よりシンプルな衣装となった。
- ブラック・オドレーヌ（渡辺久美子）
オドロン・ファイターで悪役として登場。赤いクチバシをした黒い鳥「キュウ様」の手下として悪事を働く。目元を覆う羽根付きのマスクに隠れているので素顔は見えず、赤いタイツと手袋、黒いレザー地を基調とした服装の胸元には2つの赤い突起状のもの、頭には角付きのカチューシャ、背中にはコウモリのような翼もつけている。
演じた渡辺はおどるくんの声を担当しているほか、オドロン・ファイターの劇中では腹話術でキュウ様の声も担当している。オドロン・ファイターシリーズ終了後はチョイ役で登場している。

### 第3期のキャラクター
- おどるくん（声：渡辺久美子・着ぐるみキャラクター）
黄色をベースとした体色に、モザイクタイルのようなカラフルな服を着ているロボット。惑星を連想させる丸い顔の頭にアンテナがついている。一人称は「ぼく」で、子供の人格を持つ。出演者たちと一緒に歌って踊る。
2003年より、イッツフォーリーズの明羽美姫が操演。
2009年1月10日に放送された『あつまれ!キッズソング50〜スプー･ワンワン宇宙の旅〜』（NHK教育テレビ50周年特番）で「うたっておどろんぱ!プラス」終了から2年ぶりにテレビに登場した。さらに2012年10月14日からは『ワンワンパッコロ!キャラともワールド』にもゲスト出演。
本番組の出演者で最も番組終了後のゲスト出演が多いキャラクター。

## 放送リスト

### 第1期
| 回 | タイトル                   | 初回放送日     |
| -- | -------------------------- | -------------- |
| 1  | ガイコツ・ロックンロール   | 1995年04月12日 |
| 2  | スイングスイング忍者       | 1995年04月21日 |
| 3  | チューリップ・プリンセス   | 1995年05月12日 |
| 4  | のりものサンバ             | 1995年05月26日 |
| 5  | アイドル・ポップス（1）    | 1995年06月09日 |
| 6  | チャオ新体操               | 1995年06月23日 |
| 7  | ハッピでハッピーあわおどり | 1995年07月07日 |
| 8  | 波のりフラダンス           | 1995年08月30日 |
| 9  | ふりふりツイスト           | 1995年09月13日 |
| 10 | どうぶつ運動会             | 1995年09月29日 |
| 11 | ドンドコ秋祭り             | 1995年10月13日 |
| 12 | 決戦のフォークダンス       | 1995年10月27日 |
| 13 | 星空フラメンコ             | 1995年11月10日 |
| 14 | むしむしサンバ             | 1995年11月24日 |
| 15 | クリスマス・ロック         | 1995年12月08日 |
| 16 | はっぴいゴーゴー           | 1996年01月10日 |
| 17 | ソーラン節                 | 1996年01月19日 |
| 18 | 雪ん子マーチ               | 1996年02月02日 |
| 19 | おどりあかそう（1）        | 1996年02月16日 |
| 20 | おどりあかそう（2）        | 1996年03月02日 |

| 回 | タイトル                   | 初回放送日     |
| -- | -------------------------- | -------------- |
| 1  | 満開ヘビーメタル           | 1997年04月10日 |
| 2  | ハオハオ中華               | 1997年04月26日 |
| 3  | ふりふりツイスト           | 1997年05月10日 |
| 4  | ケチャケチャ仮面           | 1997年05月24日 |
| 5  | カッパてんごく             | 1997年06月07日 |
| 6  | のりものサンバ             | 1997年06月21日 |
| 7  | マンボでマンボウ           | 1997年07月05日 |
| 8  | ドンドコアフリカ           | 1997年08月28日 |
| 9  | カントリー・バンジョー     | 1997年09月13日 |
| 10 | おなかがへったらラッパッパ | 1997年09月27日 |
| 11 | キコキコ四重奏団           | 1997年10月11日 |
| 12 | はたらけぐるぐるどん       | 1996年10月25日 |
| 13 | ピコピコ・テクノ           | 1996年11月08日 |
| 14 | ケーキでチャチャチャ       | 1996年11月22日 |
| 15 | ぼくのロックンサンタ       | 1996年12月06日 |
| 16 | 海峡ビート                 | 1997年01月08日 |
| 17 | 氷のカリンカ               | 1997年01月24日 |
| 18 | 琉球ポップス               | 1997年02月07日 |
| 19 | おどりあかそう（1）        | 1997年02月21日 |
| 20 | おどりあかそう（2）        | 1997年03月07日 |

| 回 | タイトル                   | 初回放送日     |
| -- | -------------------------- | -------------- |
| 1  | わくわくツイストパーティー | 1997年04月11日 |
| 2  | 西風来々                   | 1997年04月25日 |
| 3  | 若葉のサンバ               | 1997年05月09日 |
| 4  | ハイサイロックンロール     | 1997年05月23日 |
| 5  | カッパ天国                 | 1997年06月06日 |
| 6  | 夏山はまねくよ             | 1997年06月20日 |
| 7  | マンボdeマンボウ           | 1997年07月04日 |
| 8  | 砂漠の楽園                 | 1997年08月29日 |
| 9  | ほろ馬車でいこう           | 1997年09月12日 |
| 10 | かぜの祭り                 | 1997年09月26日 |
| 11 | ようこそ桃やかた           | 1997年10月17日 |
| 12 | バグパイプマーチ           | 1997年10月24日 |
| 13 | 落葉のワルツ               | 1997年11月07日 |
| 14 | クラヤミ・ダンス           | 1997年11月21日 |
| 15 | クリスマス・レゲエ         | 1997年12月05日 |
| 16 | 海猫ツンドラダンス         | 1998年01月09日 |
| 17 | 氷のカリンカ               | 1998年01月23日 |
| 18 | 雪解け小道                 | 1998年02月06日 |
| 19 | おどりあかそう（1）        | 1998年02月20日 |
| 20 | おどりあかそう（2）        | 1998年03月06日 |

### 第2期
| 回 | タイトル                  | 初回放送日     |
| -- | ------------------------- | -------------- |
| 1  | ここはドキドキハウス      | 1998年04月10日 |
| 2  | 大人になったらなんになる? | 1998年05月01日 |
| 3  | 今日はなんの日?           | 1998年05月15日 |
| 4  | 雨の日はなにして遊ぶ?     | 1998年05月29日 |
| 5  | きらいなものはなに?       | 1998年06月12日 |
| 6  | 夜空にはなにが見える?     | 1998年06月26日 |
| 7  | 夏はこわい?               | 1998年07月10日 |
| 8  | この色どんな音?           | 1998年08月28日 |
| 9  | わくわく運動会            | 1998年09月18日 |
| 10 | 山へ行こう!               | 1998年10月02日 |
| 11 | 何の音?                   | 1998年10月16日 |
| 12 | 秋のおまつり              | 1998年10月30日 |
| 13 | おそうじしましょ          | 1998年11月13日 |
| 14 | 悲しいときってどんなとき? | 1998年11月27日 |
| 15 | クリスマスは大騒ぎ        | 1998年12月11日 |
| 16 | 冬のこもりうた            | 1999年01月08日 |
| 17 | 寒いの大好き!             | 1999年01月29日 |
| 18 | むかしむかしのおはなし    | 1999年02月13日 |
| 19 | 春の応援歌                | 1999年02月27日 |
| 20 | このうた大好き!           | 1999年03月12日 |

| 回 | タイトル                   | 初回放送日     |
| -- | -------------------------- | -------------- |
| 1  | 大人になったらなんになる?  | 1999年04月09日 |
| 2  | 春のうたごえ               | 1999年04月30日 |
| 3  | 遠くへ行きたい             | 1999年05月14日 |
| 4  | 雨の日大好き!              | 1999年05月28日 |
| 5  | けんかがいっぱい           | 1999年06月11日 |
| 6  | 夜空にはなにが見える?      | 1999年06月25日 |
| 7  | 楽しい夏休み               | 1999年07月09日 |
| 8  | 動物だーいすき!            | 1999年08月27日 |
| 9  | からだウズウズ             | 1999年09月17日 |
| 10 | 何の音?                    | 1999年10月01日 |
| 11 | 元気な音楽隊               | 1999年10月15日 |
| 12 | 秋のおまつり               | 1999年10月29日 |
| 13 | おなかのへるうた           | 1999年11月12日 |
| 14 | おしゃれをしましょう       | 1999年11月26日 |
| 15 | サンタさん、ようこそ       | 1999年12月03日 |
| 16 | お手紙書こう               | 2000年01月14日 |
| 17 | 雪ん子ランドへいらっしゃい | 2000年02月04日 |
| 18 | ねむいのとんでけー!        | 2000年02月18日 |
| 19 | たくさんおどろう!          | 2000年03月03日 |

| 回 | タイトル              | 放送日         |
| -- | --------------------- | -------------- |
| 1  | 太陽はぼくらの味方    | 2000年04月28日 |
| 2  | 耳をすましてごらん    | 2000年05月19日 |
| 3  | アイドルになりたい    | 2000年06月16日 |
| 4  | 電話で話そう          | 2000年06月30日 |
| 5  | 夏のお楽しみ会        | 2000年07月14日 |
| 6  | 月の光をあびて        | 2000年09月29日 |
| 7  | 約束するよ            | 2000年10月06日 |
| 8  | ぼくのコレクション    | 2000年11月04日 |
| 9  | 男の子・女の子        | 2000年11月17日 |
| 10 | カゼにまけるな        | 2000年12月01日 |
| 11 | 冬のお楽しみ会        | 2000年12月15日 |
| 12 | カメラをのぞけば      | 2001年01月12日 |
| 13 | ウソとホント          | 2001年01月26日 |
| 14 | 友情に乾杯            | 2001年02月09日 |
| 15 | シング!シング!シング! | 2001年02月24日 |
| 16 | ダンス!ダンス!ダンス! | 2001年03月09日 |

### 第3期
| 回 | タイトル                 | 初回放送日     |
| -- | ------------------------ | -------------- |
| 1  | みんなであるいてゆこう   | 2001年04月13日 |
| 2  | ねころんであそぼうよ     | 2001年04月27日 |
| 3  | 手をたたこう!            | 2001年05月18日 |
| 4  | ひっぱるってたのしいな   | 2001年06月01日 |
| 5  | とろとろとける           | 2001年06月15日 |
| 6  | たたいてあそぼ           | 2001年06月29日 |
| 7  | 夏のお楽しみ会           | 2001年07月13日 |
| 8  | 走る                     | 2001年08月31日 |
| 9  | のぼる・おりる・ジャンプ | 2001年09月21日 |
| 10 | 足でたたく               | 2001年10月05日 |
| 11 | 手をたたく（2）          | 2001年10月19日 |
| 12 | 葉っぱであそぶ           | 2001年11月02日 |
| 13 | 足を上げる・渡る         | 2001年11月16日 |
| 14 | ものをたたく（2）        | 2001年11月30日 |
| 15 | 冬のお楽しみ会           | 2001年12月14日 |
| 16 | お店屋さんごっこ         | 2002年01月11日 |
| 17 | みんなで合わせる         | 2002年01月25日 |
| 18 | 物になりきる             | 2002年02月08日 |
| 19 | 春風がはこんできたもの   | 2002年02月22日 |
| 20 | 春のお楽しみ会           | 2002年03月07日 |

| 回 | タイトル               | 初回放送日     |
| -- | ---------------------- | -------------- |
| 1  | みんなでてをたたこう   | 2002年04月12日 |
| 2  | こえをだそう           | 2002年04月26日 |
| 3  | コロコロころがる       | 2002年05月17日 |
| 4  | おす・ひっぱる         | 2002年05月31日 |
| 5  | そとにいこう           | 2002年06月14日 |
| 6  | トロトロとける         | 2002年06月28日 |
| 7  | 夏のお楽しみ会         | 2002年07月12日 |
| 8  | のぼる・おりる         | 2002年08月30日 |
| 9  | はしる                 | 2002年09月13日 |
| 10 | いろいろたたいてみよう | 2002年09月27日 |
| 11 | のびる・ちぢむ         | 2002年10月11日 |
| 12 | はっぱであそぶ         | 2002年10月25日 |
| 13 | おとをつくる           | 2002年11月08日 |
| 14 | ゆらゆらゆれる         | 2002年11月29日 |
| 15 | 冬のお楽しみ会         | 2002年12月13日 |
| 16 | へんしんしよう         | 2003年01月10日 |
| 17 | いっしょにやってみよう | 2003年01月24日 |
| 18 | からだはがっきだ       | 2003年02月07日 |
| 19 | 1年の総集編（1）       | 2003年02月21日 |
| 20 | 1年の総集編（2）       | 2003年03月07日 |

| 回 | タイトル               | 初回放送日     |
| -- | ---------------------- | -------------- |
| 1  | めぐりあいっていいね   | 2003年04月11日 |
| 2  | 歩いてゆこう           | 2003年05月02日 |
| 3  | きょうもいいこと       | 2003年05月16日 |
| 4  | ともだちはともだち     | 2003年05月30日 |
| 5  | どんな音               | 2003年06月13日 |
| 6  | ちからいっぱい         | 2003年06月27日 |
| 7  | 夏のお楽しみ会         | 2003年07月11日 |
| 8  | ジャンプしてキャッチ   | 2003年08月29日 |
| 9  | グニャグニャリラックス | 2003年09月19日 |
| 10 | バランス・スバラシイ   | 2003年10月03日 |
| 11 | なにになる             | 2003年10月17日 |
| 12 | からだはドラム         | 2003年10月31日 |
| 13 | こころの声を聞かせてよ | 2003年11月14日 |
| 14 | 冬のお楽しみ会（1）    | 2003年11月28日 |
| 15 | 冬のお楽しみ会（2）    | 2003年12月12日 |
| 16 | ダンスダンスダンシング | 2004年01月09日 |
| 17 | お話創っておどろんぱ   | 2004年01月30日 |
| 18 | うたっておどろんぱ     | 2004年02月13日 |
| 19 | 春のお楽しみ会（1）    | 2004年02月27日 |
| 20 | 春のお楽しみ会（2）    | 2004年03月12日 |

| 回 | タイトル                  | 初回放送日     |
| -- | ------------------------- | -------------- |
| 1  | まるまるカクカク          | 2004年04月10日 |
| 2  | おおきくまるまるカクカク  | 2004年04月24日 |
| 3  | はやいおそい              | 2004年06月19日 |
| 4  | なつのおたのしみかい      | 2004年07月03日 |
| 5  | のびてちぢんで            | 2004年08月28日 |
| 6  | かくかくすらすら          | 2004年10月02日 |
| 7  | まねしてみよう            | 2004年10月30日 |
| 8  | ことばでアクション        | 2004年11月13日 |
| 9  | ふゆのおたのしみかい      | 2004年12月11日 |
| 10 | ステップステップ          | 2005年01月15日 |
| 11 | マイムマイム              | 2005年01月22日 |
| 12 | はるのおたのしみかい（1） | 2005年02月26日 |
| 13 | はるのおたのしみかい（2） | 2005年03月12日 |

| 回 | タイトル                         | 初回放送日     |
| -- | -------------------------------- | -------------- |
| 1  | ウキウキジャンプ                 | 2005年04月09日 |
| 2  | ピュアピュアダンス               | 2005年04月23日 |
| 3  | あるいてゆこう                   | 2005年05月7日  |
| 4  | キモチのスイッチポン             | 2005年05月21日 |
| 5  | リズムはスパイス                 | 2005年06月18日 |
| 6  | なつのおたのしみかい             | 2005年07月02日 |
| 7  | ストップモーション               | 2005年08月27日 |
| 8  | どうぶつマネマネ                 | 2005年10月01日 |
| 9  | なんでもダンス!                  | 2005年10月29日 |
| 10 | がったいダンス!                  | 2005年11月26日 |
| 11 | ふゆのおたのしみかい             | 2005年12月10日 |
| 12 | すすめ!おどろんたんけんたい      | 2006年01月14日 |
| 13 | うたいっぱいのおはなしをつくろう | 2006年01月28日 |
| 14 | ポエムからダンスへ               | 2006年02月18日 |
| 15 | はるのおたのしみかい             | 2006年02月04日 |
| 16 | はるのおたのしみステージ         | 2006年03月18日 |

## シリーズコーナー
第2期
- WDダンス
WDの2人が約1分の音楽に合わせて踊るコーナー。頭に鉢巻きを付ける、いつもの服に代わりパジャマ姿など、音楽の雰囲気やドラマパートの内容に合わせた服装または小道具を身に着けることもある。

第3期
- 怪人二十二面相
こーじ扮する怪人二十二面相とひでき扮する明智探偵によるコント。最後はいつも明智の方が酷い目に遭う。
- オドロン・ファイター
ひとみちゃん、おどるくん、お兄さんたちの5人で結成されたダンスヒーロー。敵であるブラック・オドレーヌを倒すために、ダンスと体力で戦っている。戦隊ヒーロー物のパロディ。
このコーナーでは「キャプテン・オドル」「オドロン・ピンク ヒトミ」のようにキャラクター名がカタカナ表記で紹介される。
劇中では第1期のオドロンに似た外見の巨大ロボットオドロボ（着ぐるみ）も登場する。
- なりきり道場
はっぴぃよしだが様々な物事を体の動きで表現するコーナー。最初に門が開き、はっぴぃよしだが登場。始まる時には、「♪～なにになる なにになる いろんな ものに なってみよう」という、「なにになる?」のサビを歌い、始まる。
- 三忍者
忍者装束を着たお兄さん3人がBGMに合わせたアクロバティックなアクションとダンスを真剣に披露するコーナー。第3期としては珍しく笑いの要素を排除している。

## 音楽

### 第1期
とかくとにかくオドロンパ
作詞：吉澤久美子 / 作曲：山本純ノ介
第1シリーズテーマ曲。番組出演者が踊る。背景は2Dおよび3DのCGアニメーションで、3DCGのオドロンも登場。
ガイコツロックンロール
スイングスイング忍者
チューリップ・プリンセス
のりものサンバ
チャオ!新体操
はっぴでハッピーあわおどり
なみのりフラダンス
作詞：杉山王郎 / 作曲：山本純ノ介
ふりふりツイスト
作詞：浅田有理 / 作曲：山本純ノ介
けっせんのフォークダンス
作詞：松本花奈 / 作曲：山本純ノ介
ぼくのロックンサンタ
ア ハッピー ゴー!ゴー!
はたらけ ぐるぐるどん
作詞：ハイポジ / 作曲：山本純ノ介
満開さくら日曜日
作詞：平田俊子 / 作曲：山本純ノ介
西風来来
作詞：斉藤久美子 / 作曲：山本純ノ介
だれにだって南
作詞：野村喜和夫 / 作曲：山本純ノ介 / 振付：菊地ヒロユキ
カッパ天国
作詞：エレキブラン / 作曲：山本純ノ介
マンボdeマンボウ
作詞：斉藤久美子 / 作曲：山本純ノ介
どこどこあいつ
作詞：平田俊子 / 作曲：山本純ノ介 / 振付：森上英樹
ほろ馬車でいこう
作詞：鈴木けいすけ / 作曲：山本純ノ介
ようこそ桃やかた
作詞：青柳美奈子 / 作曲：山本純ノ介
クラヤミ・ダンス
作詞：マユタン / 作曲：山本純ノ介
シュークリームはどこへゆく
作詞：雄鹿美子 / 作曲：山本純ノ介
海猫ツンドラダンス
作詞・作曲：白井良明 / 編曲：山本純ノ介
氷のカンリカ
作詞：エレキブラン / 作曲：山本純ノ介
春だよ ラヴだよ
作詞・作曲：鈴木慶一 / 編曲：山本純ノ介
わくわくツイストパーティー
作詞：泉光次郎 / 作曲：山本純ノ介
グリーンソーダサンバ
作詞：とみたきょうこ / 作曲：山本純ノ介
お日様デート
作詞：マユタン / 作曲：山本純ノ介
なつやまはまねくよ
作詞：小笠原英樹 / 作曲：山本純ノ介
砂漠の夜の夢
作詞：斉藤久美子 / 作曲：山本純ノ介
ふしぎの森の風祭り
作詞：森由里子 / 作曲：山本純ノ介
北風に負けないで
作詞・作曲：梶原茂人
落ち葉のワルツ
作詞：斉藤久美子 / 作曲：山本純ノ介
のんびりサンタ
作詞：小笠原英樹 / 作曲：山本純ノ介
春まねき猫
作詞：小笠原英樹 / 作曲：山本純ノ介

### 第2期
ここはドキドキハウス
作詞：斎藤久美子 / 作曲：大森俊之
第2シリーズテーマ曲。第1期同様番組出演者が踊るが、背景はセットによる実写。シリーズで唯一歌詞に「おどろんぱ」の語句が登場しない。1999年度からマイナーチェンジされ、マリに代わってウガンダ、カズ、シオリが登場するバージョンに変更。
パイロット版番組『ドキドキハウス』では、音楽担当がタイロン橋本の為、曲がレギュラー放送版と異なる。斎藤による歌詞はほぼ同じ。
炎の鉄人コックさん
作詞：小川美篤 / 作曲：竹田えり
すてきなほしのせかい
作詞：相吉志保 / 作曲：大森俊之
ゆめをみにいこう
作詞・作曲：知久寿焼
ともだちはともだち
作詞：並河祥太 / 作曲：大森俊之
バリリー バリリー
作詞：里乃塚玲央 / 作曲：大森俊之
ヘリハラ・ペコヘリ・ペコハーラ
作詞：並河祥太 / 作曲：大森俊之
モノマネーダンス
作詞：並河祥太 / 作曲：大森俊之
シャララララ・ラ・ラ
作詞：青柳美奈子 / 作曲：大森俊之
にじになった!てがみ
作詞：小滝清美 / 作曲：大森俊之
そらからのおくりもの
作詞：明本梨江 / 作曲：大森俊之
おげんきシェイクナンバーワン
作詞：並河祥太 / 作曲：大森俊之
コレクションでゴーゴー
作詞：桑原永江 / 作曲：大森俊之
ダンシング・メイト
作詞：坂田おさむ / 作曲：大森俊之
第2シリーズ最終楽曲。2005年は第3シリーズのメンバーがカバーしたバージョンを放送。
2003年には『みんなの広場だ!わんパーク』の最終回でも出演者全員で歌い、2022年には『おかあさんといっしょ　スペシャルステージ』の1曲として花田ゆういちろう、ながたまや達がカバーした。

### 第3期
うたっておどろんぱ!
作詞：並河祥太 / 作曲：大森俊之 / 振付：香瑠鼓
第3シリーズテーマ曲。当初は番組出演者が一切登場しないCGアニメーションだったが途中よりリニューアルされ、出演者がミニチュア合成の背景やセットで踊る実写の映像になった。2002年度以前と2003年度以降で出演者が異なっていたため、オープニング映像ではお兄さんが出演するパートのみ差し替える形をとっている
めぐりあいっていいね
作詞：並河祥太 / 作曲：大森俊之 / 振付：香瑠鼓
あるいてゆこう
第1回「みんなであるいてゆこう」より。振付：香瑠鼓
ねころんであそぼうよ
第2回「ねころんであそぼうよ」より。作詞：村雲一元 / 作曲：大森俊之 / 振付：香瑠鼓
パ・パ・パドゥ・ドゥ
第3回「てをたたこう!」より。作詞：村雲一元 / 作曲：大森俊之 / 振付：香瑠鼓
ひっぱるってたのしいな
第4回「ひっぱるってたのしいな」より。作詞：村雲一元 / 作曲：大森俊之 / 振付：香瑠鼓
とろとろとける
第5回「とろとろとける」より。作詞：村雲一元 / 作曲：大森俊之 / 振付：香瑠鼓
たたいてあそぼ
第6回「たたいてあそぼ」より。作詞：村雲一元 / 作曲：大森俊之 / 振付：香瑠鼓
みんなでダッシュ!
第7回「はしる!」より。作詞：李醒獅 / 作曲：大森俊之 / 振付：香瑠鼓
ジャンプしてキャッチ!
第8回「のぼっておりてジャンプ!」より。作詞：桑原永江 / 作曲：大森俊之 / 振付：香瑠鼓
マッスルレボリューション
作詞：村雲一元 / 作曲：大森俊之
YMOP!
作詞：並河祥太 / 作曲：大森俊之
こえにだしていってみよう
作詞：古川順一 / 作曲：大森俊之
ダンスはこころのエネルギー
作詞：古川順一 / 作曲：大森俊之
サヨナラじゃなくてありがとう!
作詞：並河祥太 / 作曲：大森俊之
- だれかがよんでるよ
- すくらんぶる・エッグ
- 素晴らしき我が家へ[注釈 9]
- からだはドラム
- いっぱいありがとう
- はしれ、メロディー
- ちいさなうたのおおきなちから
- マネトリックス
- 今日もいいこと
- ムテキマイハート
- でたらめおんど
- ノック・タップ・ラップ
- バランス・スバラシイ
- はなさかジージかぜ
- ゆきのくに
- おつかいに行こう
- おちばとあそぼ
- どんな音?
- だからいっしょに!
- はっぴー バンボレイオ!
- オドロン・ファイター
- せいぎのゆうひ
- はる・るるる
- あしたにむかってダンス！

## CD
発売はいずれも日本コロムビアおよびコロムビアミュージックエンタテインメント。

### 第1期
- 決戦のフォークダンス（COCC-13629）

1995年度放送の楽曲を収録。全20曲
- のりものサンバ・カッパ天国（COCC-14000）

1996年度放送の楽曲を収録。全20曲
- わくわくツイストパーティー（COCC-14885）

1997年度放送の楽曲を収録。全13曲

### 第2期
- ここはドキドキハウス（COCX-30010）

1998年度前半放送の楽曲を収録。全34曲
- ゆめはともだち（COCX-30303）

1998年度後半放送の楽曲を収録。全24曲
- ともだちはともだち（COCX-30815）

1999年度放送の楽曲を収録。全23曲
- ダンシング・メイト（COCX-31324）

2000年度放送の楽曲を収録。全23曲

### 第3期
ジャケットデザインはいずれも前側にひとみちゃんとおどるくん、後ろ側にお兄さん3人の集合写真で統一されている。
- めぐりあいっていいね（COCX-31848）

2001年度放送の楽曲から、今月の歌を収録。全20曲
- あそんでみよう・うごいてみよう（COCX-31849）

2001年度放送の楽曲から、リズム表現・遊び歌を収録。歌16曲+カラオケ15曲、全31曲
- こころのこえをきかせてよ（COCX-32158）

2002年度放送の楽曲を収録。歌20曲+カラオケ19曲、全39曲
- 今日もいいこと（COCX-32669）

2003年度放送の楽曲を収録。全45曲
- ダンスはこころのエネルギー（COCX-33173）

2004年度放送の楽曲を収録。全50曲
- あしたにむかってダンス!（COCX-33572）

2005年度放送の楽曲を収録。全40曲

## スタッフ
- 制作・著作 - NHK

### 第1期
- 操演 - 佐久間おさむ、石塚由美、南波郁恵、磯辺美恵子、松本幸子、坂本真子
- 構成 - 小笠原英樹
- キャラクターデザイン - 北島小百里
- 振付 - 前田清実、青木美保、田井中智子、南湖舞紀、菊地ヒロユキ、森上英樹、神崎由布子
- 造型 - 清水洋秀、持木慎子
- 人形製作 - 光子館
- オープニングタイトル - 伊藤有壱、北島小百里
- 音楽 - 山本純ノ介

### 第2期
- 操演 - 南波郁恵、磯辺美恵子、川口英子、佐久間おさむ
- 構成 - 小川美篤、古屋啓子
- 美術デザイン - 藤枝リュウジ、宗誠二郎、飯田聡子
- 振付 - かおるこ
- 振付助手 - 照井悠也
- 造型 - 清水洋秀、原康平、中川真由子、束原まなみ、秋濱克大、影山学、小林伸江
- 人形製作 - 光子館、スドーアート工房
- 音楽 - 大森俊之、タイロン橋本(パイロット版)

### 第3期
- スーツアクター - 酒井里枝 → 明羽美姫
- 監修 - 太宰久夫(玉川大学 芸術学部 助教授)
- 構成 - 村雲一元 → 古川順一
- 衣装デザイン - 藤井伸惠
- キャラクターデザイン - 石川浩二
- 人形操演 - 佐久間おさむ、船塚洋子
- 人形制作 - 山村エナミ
- 音楽 - 大森俊之
- 振付 - 香瑠鼓、紀元由有、菊口真由美
- 音と動きの表現指導 - 柳沼てるこ
- オープニングCG - 池上周、中西朋代
- 造型制作 - 中川真由子、原康平